# Kanton Orléans-La Source
Kanton Orléans-La Source (francouzsky Canton d'Orléans-La Source) je francouzský kanton v departementu Loiret v regionu Centre-Val de Loire. Tvoří ho pouze část města Orléans (čtvrť La Source).